# 哥美茲事件
哥美茲事件是指柔佛苏丹苏丹马末·依斯干达殴打曲棍球教练及后来引发的一系列事件。

## 背景
1992年7月10日，苏丹依斯干达的第二个儿子因未赢得比赛而发脾气，在曲棍球比赛结束后殴打守门员。守门员随后向警方报案，引起国会关注，马来西亚曲棍球联合会于1992年10月颁布对苏丹儿子五年内参加任何全国曲棍球锦标赛的禁赛令。苏丹得知后感到愤怒，要求州教育部门向柔佛州的学校曲棍球队发出命令，抵制参加全国比赛。

## 过程

### 案件经过
1992年11月，Maktab Sultan Abu Bakar曲棍球队教练哥美兹对因被柔佛州教育局局长要求退出全国曲棍球半决赛表示不满。这一事件引起了苏丹的注意，于是他亲自召哥美兹入宫面圣，进入后他立即受到苏丹的训斥和殴打。离开皇宫后，哥美兹寻求面部和胃部的治疗。随后，他向警方举报苏丹袭击事件。哥美兹还表示，苏丹的待卫和柔佛御林军只在一旁观望，并未阻止。

### 修法削权
国会在事件发生后一致谴责苏丹，马哈迪也借此机会取消苏丹对民事及刑事的免控权。报章媒体也支持马哈迪的做法，还开始报导有关马来西亚王室成员的不当行为指控。统治者巨额的财富公开后，马哈迪便削减对王室的拨款。随着新闻界及政府联合对抗王室，各州统治者被迫同意联邦政府的提案，而他们拥有的法案否决权在1994年通过的宪法修正案后被取消。

### 后来回忆
柔佛州王储东姑依斯迈在Facebook忆述1992年政府修宪削弱君权，其家人所经历的“黑暗时代”。惟这段历史的另一名参与者，钩球队教练道格拉斯哥美兹的儿子布莱恩（Brian Gomez），也道出历史的另一面。
事件发生时东姑依斯迈只有8岁，他在昨天在面子书写道：“我不会忘记1992年的宪政危机。我如今仍深记当时我的家人如何被联邦政府官员对待。”
“我记得（联邦政府）试图解散柔佛御林军，柔佛的行政议员不被允许到机场接送我的祖父，而公共工程局也不到柔佛王宫修理东西。”其母亲从新加坡回来时更被要求下车检查。
哥美兹的儿子布莱恩则表示他也记得父亲被殴打时鼻青脸肿的模样。

## 影响
时任首相马哈迪·莫哈末借此发难向国会要求削弱皇权促成了1993年马来西亚联邦宪法修正案 。